# دانيلا هاريسون
دانيلا هاريسون (بالإنجليزية: Danielle Harrison)‏ هي متزلجة فنية بريطانية، ولدت في 15 نوفمبر 1999 في باسينجستوك في المملكة المتحدة.

## وصلات خارجية
- الموقع الرسمي
- دانيلا هاريسون على موقع الاتحاد الدولي للتزلج (الإنجليزية)